# Alfarería en la provincia de Castellón

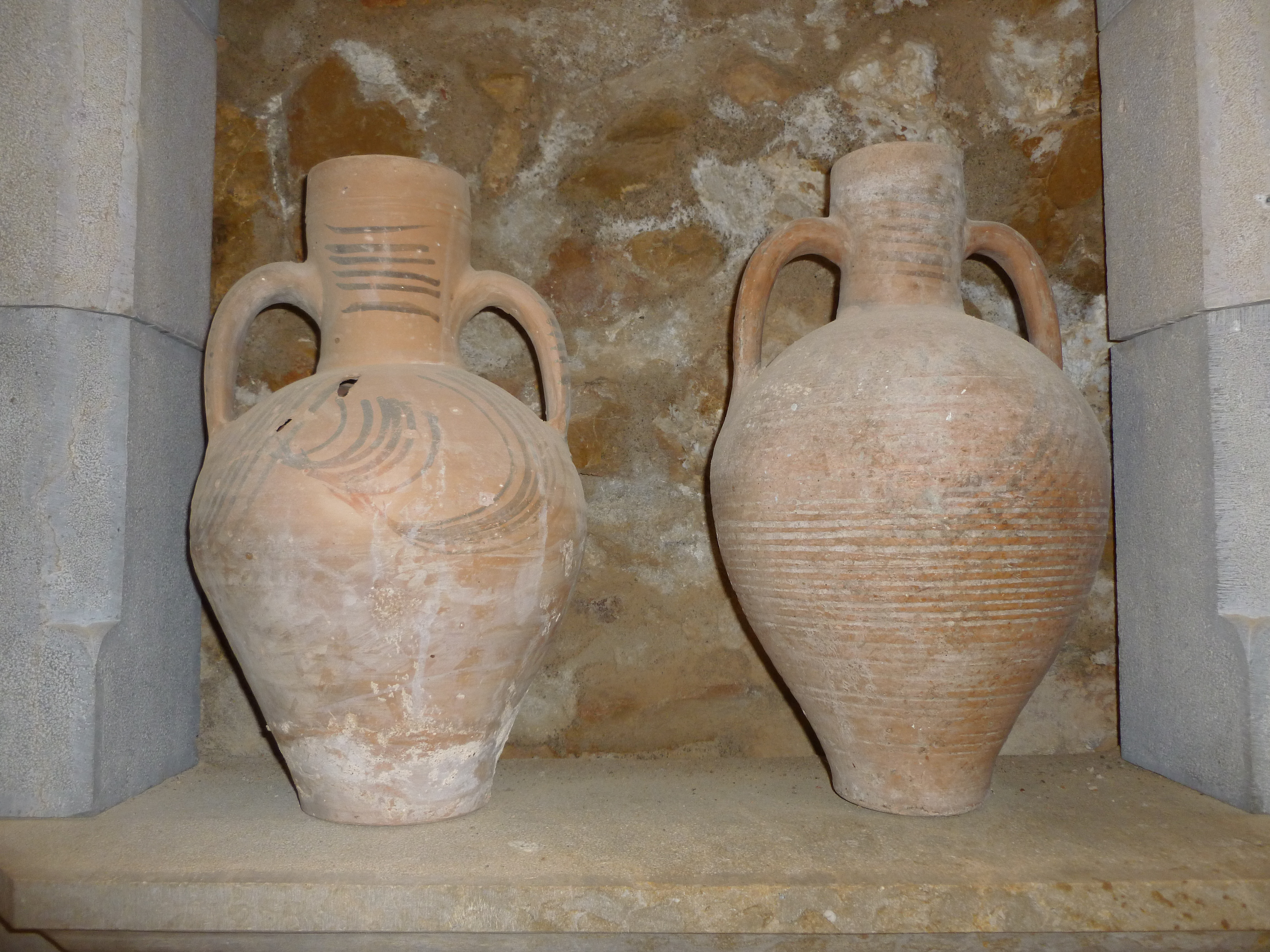
Cántaros de Traiguera.

La alfarería en la provincia de Castellón (España), además del legado arqueológico producido durante la romanización, recoge la producción de obra basta en la zona septentrional de la Comunidad Valenciana, y su tradición hasta la actualidad, con capítulos adicionales dedicados a la azulejería ancestral levantina y la loza fina fabricada en Alcora desde el primer tercio del siglo xviii.
Todo ello se documenta en el Catastro de Ensenada (1752) y en las Memorias políticas y económicas de Eugenio Larruga (1792), así como en el siglo xix en el Diccionario geográfico-estadístico-histórico (1846-1850) de Pascual Madoz.

## Focos alfareros
Los centros de mayor tradición y producción desde el siglo xviii han sido, además de Alcora, Onda, Segorbe, Traiguera y Vall de Uxó; y en menor medida Ribesalbes, Chiva de Morella y la capital de la provincia.

### Traiguera

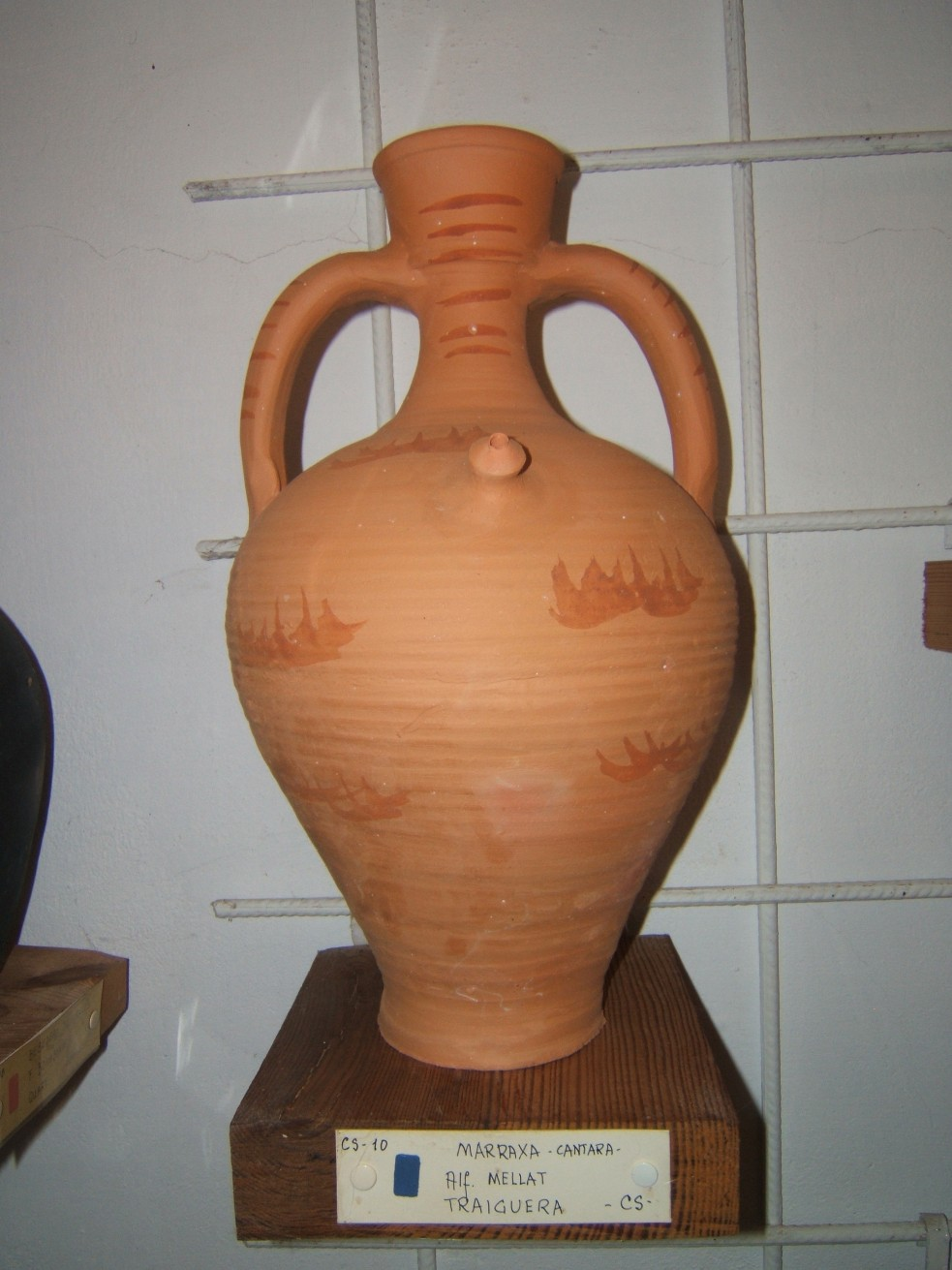
Cántara “marraixo”, de Traiguera.

Es el foco genuinamente alfarero más característico por su producción de cantarería y cacharrería. De los veinte talleres censados en la década de 1930, apenas se mantenía cuatro en 1970. Una de las piezas más emblemáticas ha sido el «cántaro de dos asas decorado con trazos de óxido o rateta, y que es considerado uno de los más bellos de España». Se obró cantarería para vino y agua (como el “marraixo” con pitorro), cántaros de novia como el “marraixo floretes”, con decoración de barbotina y aplicaciones; otra pieza curiosa es el ‘cántaro cagador’ de boca ancha. También se destacó por la producción de cadufos o cangilones de noria, muy utilizados en la zona levantina.

### Segorbe
Con tradición alfarera ya registrada en el siglo xvii, Segorbe fabricó cacharrería con vidriado verde, cuyos botijos y cántaros llevaban en la panza, a modo de sello, un medallón en relieve representendo a la virgen de Cueva Santa, patrona de la villa. También se eleboraron piezas curiosas como la ordeñadora de pastor (o jarro de ordeño), caracoleras o cocios, además de lecheras, aceiteras, lebrillos grandes o barreños, macetas y tinajas.

### Ribesalbes
Más allá de la cerámica de origen árabe o morisco, la importancia alfarera de esta villa viene determinada por la fábrica de loza, creada a finales del siglo XVIII en Ribesalbes por Joseph Ferrer, maestro ceramista en Alcora formado en la Academia de Bellas Artes de San Carlos, en Valencia.

### Onda
Además de la producción de obra basta en sus talleres, Onda, como también Alcora y Ribesalbes, cuenta con una antigua tradición en la industria azulejera, conservada y estudiada en su Museo del azulejo "Manolo Safont" una colección de más de veinte mil piezas, desde la azulejería gótica hasta la actualidad.

### Vall de Uxó
Famoso en todo levante por sus ollas y cazuelas vidriadas, el alfarero de Vall de Uxó ha modelado tradicionalmente una curiosa producción de “obretas”, cacharritos para jugar, representando jarras, cafeteras, teteras, etc.

### Alfares desaparecidos
Se ha perdido la actividad alfarera en las localidades de Altura, Bechí, Benicarló, Morella, Murviedro, Olocau del Rey, Peñíscola o Villarreal, entre otros.

## Continuidad y desarrollo
Ya en el siglo xxi, se documenta continuidad o nueva actividad alfarera en Alcora, Castellón de la Plana, Onda, Ribesalbes, Segorbe, Traiguera.